# René Bascopé
René Bascopé Aspiazu  (La Paz, 1951; La Paz, 1984, ) fue un escritor boliviano. Fundó la revista ‘Trasluz’ en 1976 junto a Manuel Vargas, Jaime Nisttahuz y Edgar Arandia

## Exilio
Por su posición política vive el exilio en México durante 1980, durante este periodo, trabajó en El Día.

## Obra
La narrativa de René Bascopé presenta predominantemente personajes marginales en espacios urbanos

### Novela
- La Tumba Infecunda (Premio Erich Guttentag, 1985)
- Los rostros de la oscuridad (1988).

### Poesía
- Las cuatro estaciones (2007)

### Cuento
- Ángela desde su propia oscuridad (1977)
- Primer fragmento de noche y otros cuentos (Premio ‘Franz Tamayo’ 1977, ed. 1978)
- La Noche de los Turcos (cuentos, 1983)
- Niebla y retorno (Primer Premio ‘Franz Tamayo’ 1979, ed. 1988)
- Cuentos completos y otros relatos (2004).